# James Wilson (calciatore 1989)
James Wilson (Chepstow, 26 febbraio 1989) è un calciatore gallese, difensore del Bristol Rovers.

## Carriera

### Club
Ha giocato nella seconda divisione inglese.

### Nazionale
Ha giocato nelle nazionali giovanili gallesi Under-19 ed Under-21.
Esordisce in nazionale il 15 ottobre 2013 in Belgio-Galles (1-1).

## Palmarès

### Club

#### Competizioni nazionali
- Football League One: 2

Sheffield United: 2016-2017
Plymouth: 2022-2023
- Campionato inglese di quarta divisione: 1

Lincoln City: 2018-2019
- English Football League Trophy: 1

Lincoln City: 2017-2018

## Statistiche

### Cronologia delle presenze e reti in nazionale
| Cronologia completa delle presenze e delle reti in nazionale ― Galles | Cronologia completa delle presenze e delle reti in nazionale ― Galles | Cronologia completa delle presenze e delle reti in nazionale ― Galles | Cronologia completa delle presenze e delle reti in nazionale ― Galles | Cronologia completa delle presenze e delle reti in nazionale ― Galles | Cronologia completa delle presenze e delle reti in nazionale ― Galles | Cronologia completa delle presenze e delle reti in nazionale ― Galles | Cronologia completa delle presenze e delle reti in nazionale ― Galles |
| Data                                                                  | Città                                                                 | In casa                                                               | Risultato                                                             | Ospiti                                                                | Competizione                                                          | Reti                                                                  | Note                                                                  |
| --------------------------------------------------------------------- | --------------------------------------------------------------------- | --------------------------------------------------------------------- | --------------------------------------------------------------------- | --------------------------------------------------------------------- | --------------------------------------------------------------------- | --------------------------------------------------------------------- | --------------------------------------------------------------------- |
| 15-10-2013                                                            | Bruxelles                                                             | Belgio                                                                | 1 – 1                                                                 | Galles                                                                | Qual. Mondiali 2014                                                   | -                                                                     | 57’                                                                   |
| Totale                                                                |                                                                       | Presenze                                                              | 1                                                                     |                                                                       | Reti                                                                  | 0                                                                     |                                                                       |